# 분장사

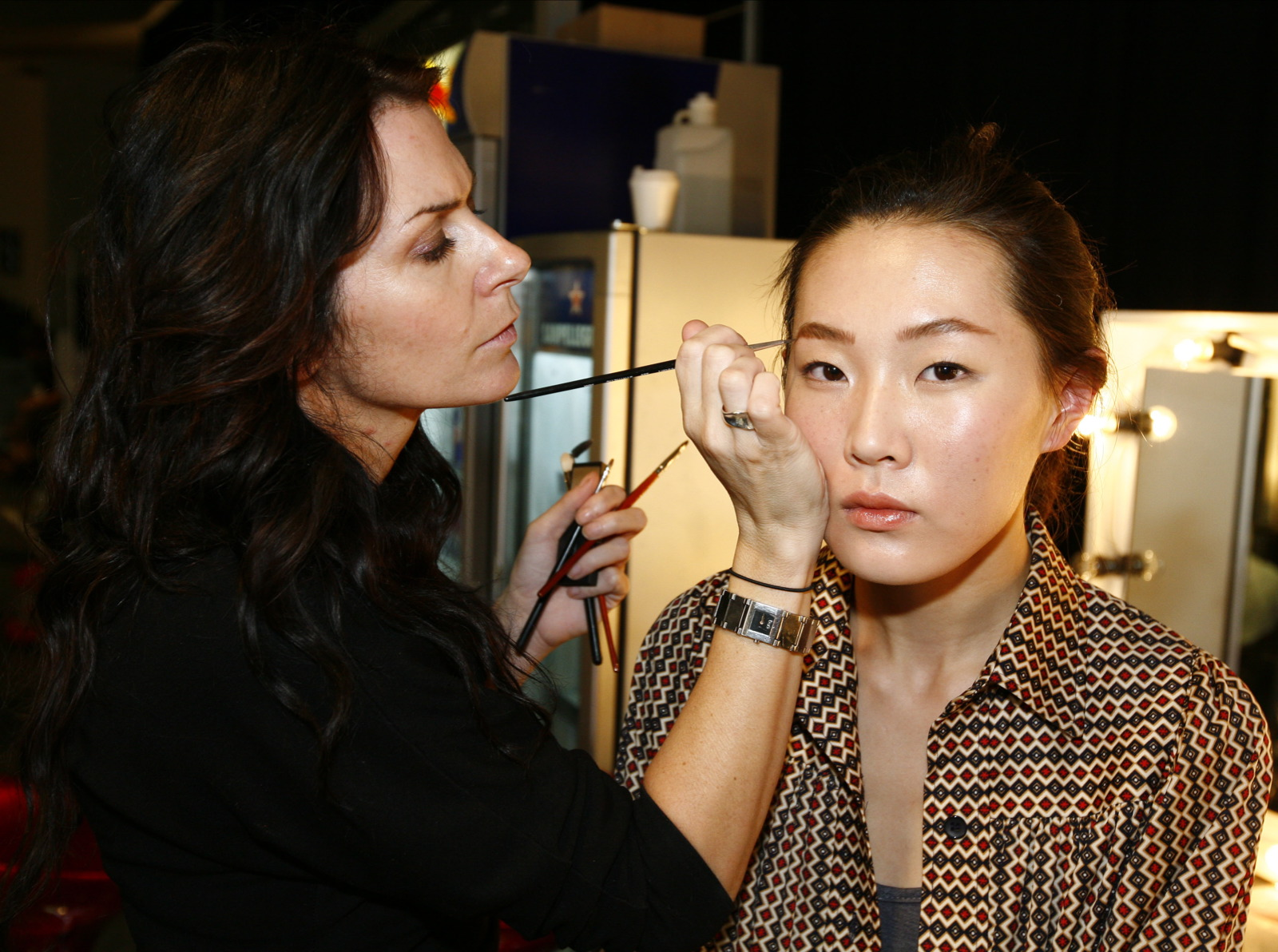

분장사(扮裝師) 또는 메이크업 아티스트(영어: Make-up artist)는 배우들의 분장을 전문적으로 하는 사람이다. 연극·영화·광고·방송 등의 분야에서 작품의 내용과 인물의 성격에 따라 직업·지위·연령·기질 등에 맞게 배우를 분장시키는 일을 전문적으로 수행하는 사람이다. 대중매체의 발달과 대중문화 수요의 증대로 인해 배우들의 전문성이 요구되면서 새롭게 등장한 직업이다.메이크업 아티스트는 상황이나 장소에 맞게 연출하는 화장 및 분장을 하는 일을 한다.